# Orangerie (Kempten)

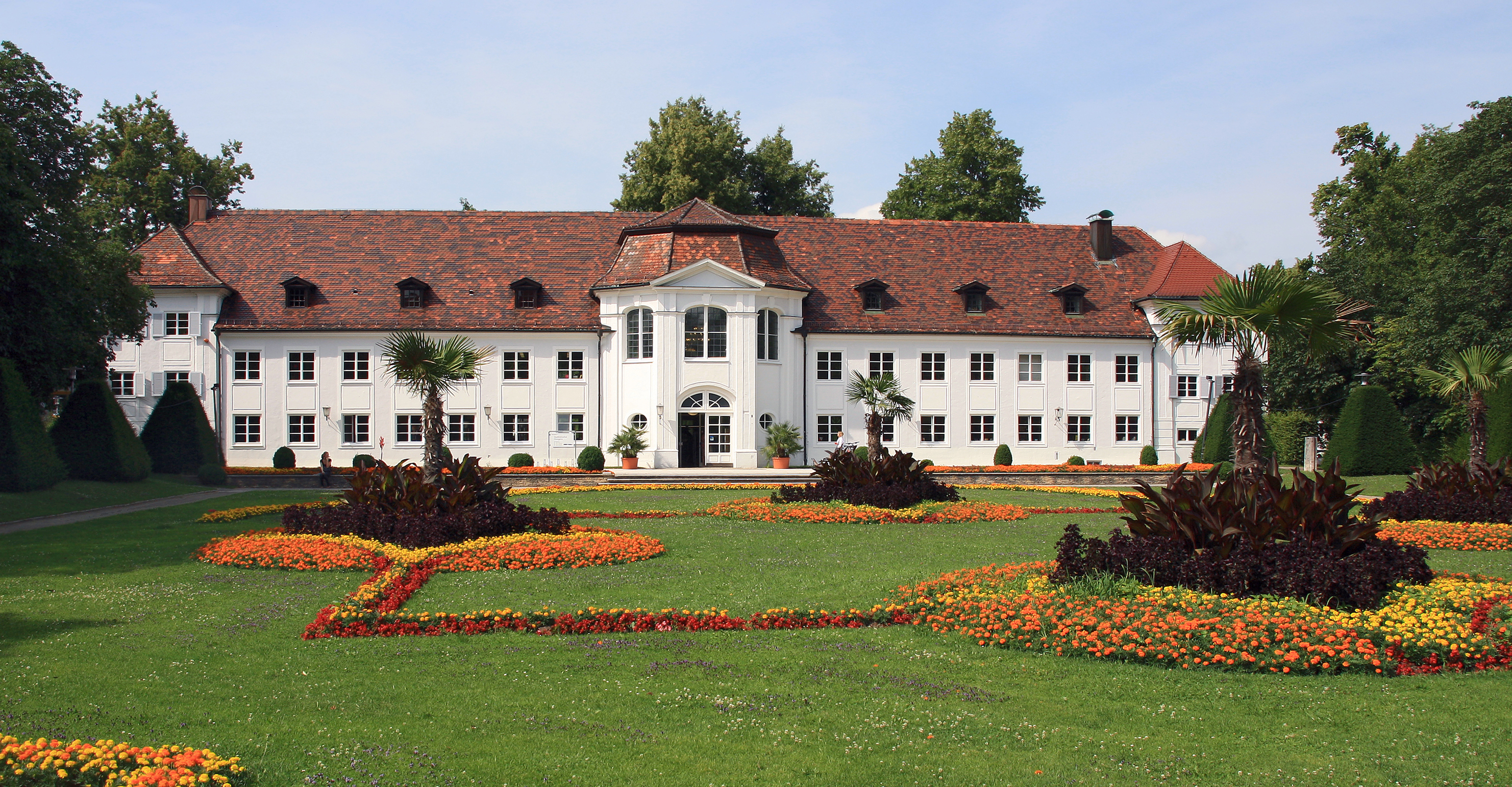
Orangerie in Kempten

Die Orangerie in Kempten (Allgäu) ist ein 1780 als nördlicher Abschluss des Hofgartens erbautes, spätbarockes Bauwerk mit Formen des Klassizismus. Seit 1963 befindet sich in dem denkmalgeschützten Gebäude die Stadtbibliothek.

## Geschichte

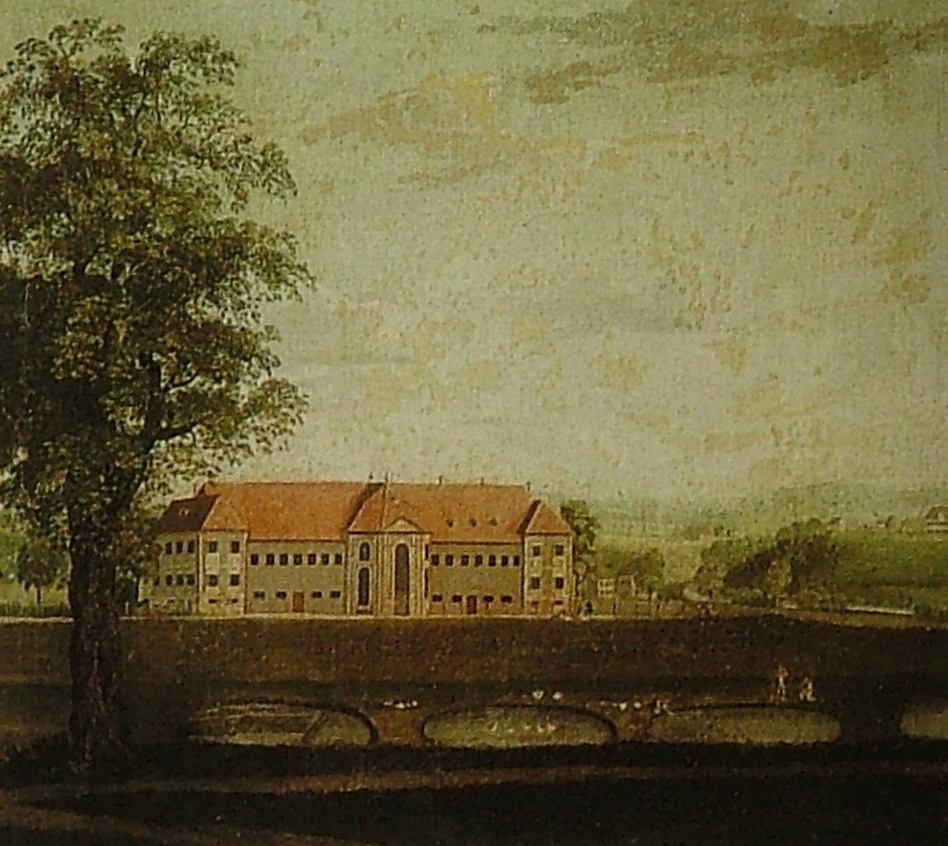
Orangerie um 1810

Die Orangerie wurde unter Fürstabt Honorius Roth von Schreckenstein erbaut. Ursprünglich bestand der Hofgarten aus drei Terrassen mit vier künstlich angelegten Fischweihern für Karpfen. Weil täglich mehr als hundert Personen von der Hofküche versorgt werden mussten, war es notwendig, in der Nähe ausreichende Mengen an Lebensmitteln zur Verfügung zu haben.
Nach der Säkularisation ging die Orangerie 1804 mit den im Norden anschließenden Wiesen in Privateigentum über. 1915 stürzte ein Kleinflugzeug in den Westflügel. Im Jahr 1923 wurde das Wohnhaus an die Stadt verkauft.
1935 übereignete die Stadt die Orangerie, die in den Jahren zuvor als städtisches Obdachlosenasyl gedient hatte, samt den anliegenden Grundstücken für den Bau der Prinz-Franz-Kaserne kostenlos an die Wehrmacht. Um für die Kaserne ausreichend Platz zu schaffen, kamen auch Pläne auf, die Orangerie abzureißen, was jedoch verworfen wurde. In ihr wurde schließlich das Offizierskasino eingerichtet.
Nach dem Zweiten Weltkrieg diente der Barockbau zeitweise als Unterkunft für Displaced Persons und als Jugendherberge. 1959 wurde er von der Stadt angemietet.
In dem Gebäude, das 1962 für eine Gartenbauausstellung vollständig saniert wurde, befindet sich seit 1963 die Stadtbibliothek. Am 17. März 1966 brannten der Westflügel und der Kuppelsaal aus, wobei ein Schaden von 500.000 DM entstand. Etwa ein Drittel des Buchbestandes wurde vernichtet. Nach dem Wiederaufbau konnte die Bibliothek 1967 wiedereröffnet werden. Heute (Stand 2010) verfügt sie über etwa 120.000 ausleihbare Medien. Im Stadtteil St. Mang befindet sich die Stadtteilbibliothek im Rotschlößle.
Seit 2011 wird über eine Erweiterung des Bibliotheksgebäudes oder eine Verlegung der Bibliothek in den Marstall gesprochen. Aus finanziellen Gründen entschied die Stadt im Dezember 2012, dass die Entscheidung erst vom nächsten Stadtrat getroffen werden soll, dessen Wahl 2014 stattgefunden hat. Am Ostersonntag 2013 feierte man das 50-jährige Jubiläum der Stadtbibliothek in der Orangerie.
2017 schlug Oberbürgermeister Thomas Kiechle (CSU), der zeitgleich auch vorsitzender Verwaltungsrat der Sparkasse Allgäu ist, eine neue Stadtbibliothek oberhalb der neu geplanten Tiefgarage der Sparkasse im benachbarten Stadtpark, genauer auf der unbebauten Zumsteinwiese vor, was seitens Bürger und Stadtrat auf gemischte Gemüter stieß. Die Stadt soll sich bei den Kosten für die Tiefgarage der Sparkasse beteiligen. Die Kulturbeauftragte der Stadt, Silvia Rupp von der CSU, fand diese Idee nicht gut und sprach sich für eine wiederholte Prüfung der Möglichkeiten in der historischen Orangerie aus. Eine neue Nutzung der Orangerie nach einem möglichen Auszug der Bücherei wurde seitens der Stadt nicht kommuniziert (Stand: März 2017).

## Beschreibung
Die Orangerie ist ein langgestreckter, zweigeschossiger Bau mit einem dreiseitigen Mittelpavillon und zwei dreigeschossigen Eckrisaliten. Der ehemals eingeschossige, risalite Mittelpavillon wurde zweigeschossig umgebaut, mit einem Dreiecksgiebel versehen und besitzt heute nur noch wenige Spätrokoko-Stuckaturen, weil die meisten durch den Brand 1966 vernichtet wurden. Der Mittelrisalit und die Eckpavillons werden durch Pilaster vertikal strukturiert. Abgesehen von quadratischen Putzfeldern zwischen den Geschossen verzichten die siebenachsigen Hauptflügel des Gebäudes weitgehend auf Fassadenschmuck. Die Deckenwölbung des heutigen Lesesaals zeigte bis 1938 ein Fresko mit der Allegorie der vier Jahreszeiten.

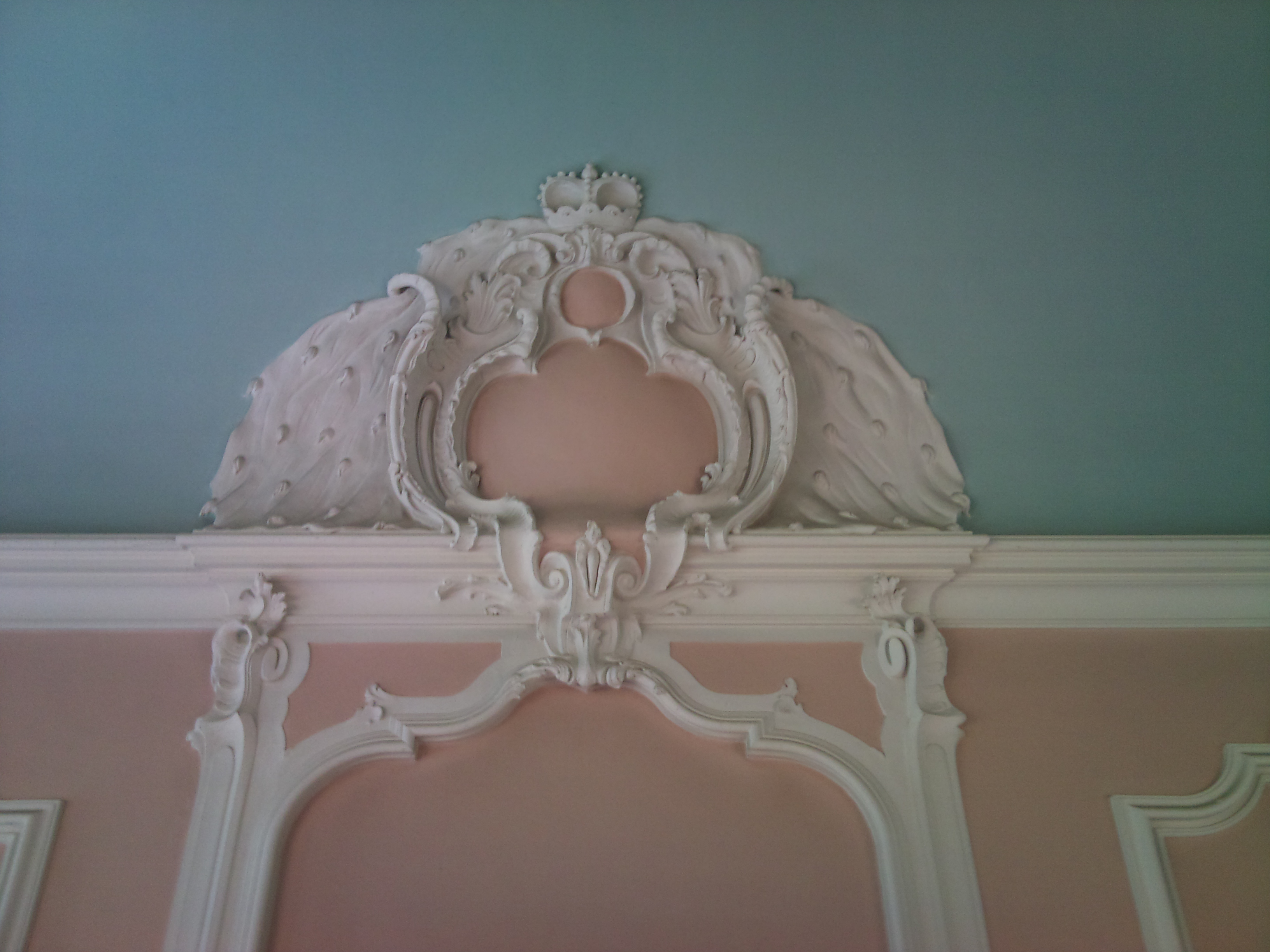
Stuck im Lesersaal
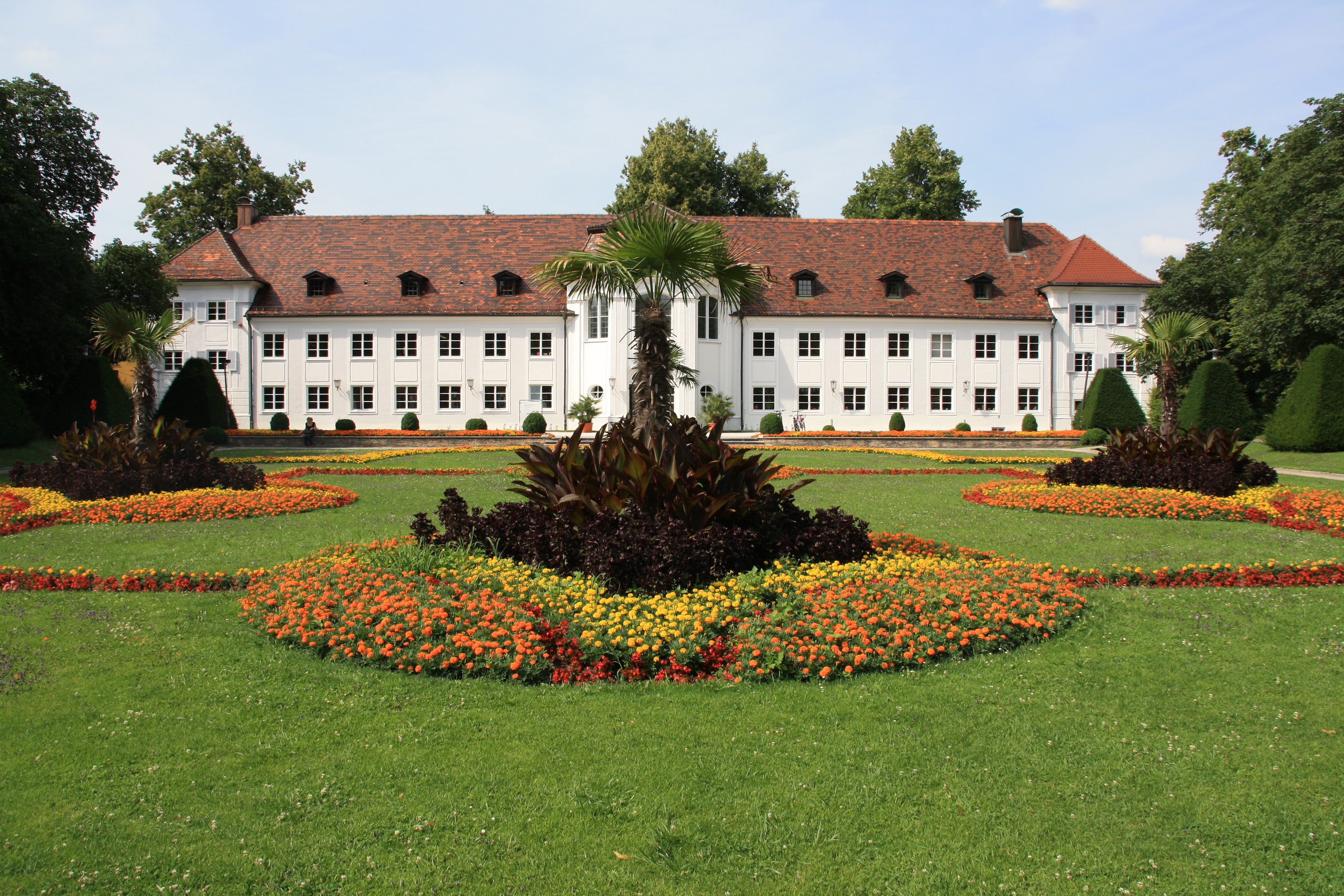
Mit Palmen geschmückter Garten